# دراج رنگین
دراج رنگین (نام علمی: Francolinus pictus) نام یک گونه از سرده دراج‌های سیاه است.